# Moerdijk (gemeente)
Moerdijk (uitspraakⓘ) is een gemeente in de Nederlandse provincie Noord-Brabant. De gemeente telt 38.091 inwoners (22 november 2024, bron: CBS) en heeft een oppervlakte van 184 km². Hiermee is Moerdijk qua oppervlakte, op de gemeente Land van Cuijk, Meierijstad en Altena na, de grootste gemeente van Noord-Brabant. De hoofdplaats van de gemeente is Zevenbergen.
De naam is afgeleid van het begrip moor-dicken. Moor of moer is moeras waarin veel veen voorkomt. Een moerdijk werd aangelegd om zo een (tijdelijk) poldertje in het veen te creëren om zout te winnen.
De Moerdijkbrug is de brug over het Hollands Diep die vernoemd is naar het dorp Moerdijk.

## Kernen
Op 1 april 1998 is de naam van de gemeente Zevenbergen gewijzigd in die van Moerdijk. Kort daarvoor, namelijk op 1 januari 1997, waren de gemeenten Fijnaart en Heijningen, Klundert, Standdaarbuiten en Willemstad aan de gemeente Zevenbergen toegevoegd. In deze laatste kern staat nu het gemeentehuis.
Naast deze grote kernen maken nu ook de volgende dorpen deel uit van deze gemeente:
- Binnen-Moerdijk
- Drie Hoefijzers
- Fijnaart
- Heijningen
- Helwijk
- Hoekske
- Kreek
- Langeweg (was daarvoor voor de helft gemeente Terheijden en voor de helft gemeente Zevenbergen)
- Moerdijk (daarvoor verdeeld over gemeente Klundert en gemeente Hooge en Lage Zwaluwe)
- Nieuwemolen
- Noordhoek
- Noordschans
- Oudemolen
- Pelikaan
- Roodevaart
- Strooiendorp
- Tonnekreek
- Zevenbergschen Hoek
- Zwingelspaan

### Topografie
Topografische gemeentekaart van Moerdijk

## Industrieterrein Moerdijk
Ten westen van het gelijknamige dorp ligt een groot zeehaventerrein, te zien vanaf de Moerdijkbruggen. Hier is onder andere Shell Chemie gevestigd. Het terrein heeft aansluiting op het spoor en op het buisleidingennetwerk van Antwerpen naar Rotterdam.

## Gebeurtenissen
- Op 6 oktober 1981 stortte een Fokker F28 van de NLM neer bij Moerdijk. Het toestel was in een onweersbui terechtgekomen, waardoor een vleugel afbrak. Zie Vliegtuigongeval Moerdijk.
- Op 25 mei 2001 kwam voetballer Ferry van Vliet van NAC Breda met zijn vriendin Fiona van Rosendaal om bij een eenzijdig auto-ongeluk.
- Op 5 januari 2011 ontstond er 's middags een zeer grote brand op het terrein van het bedrijf Chemie-Pack. In Zuid-Holland-Zuid gold de hoogste alarmfase. Dordrecht-Zuid, Strijen en de gemeente Moerdijk kregen te maken met het luchtalarm.

## Zetelverdeling gemeenteraad
De gemeenteraad van Moerdijk bestaat uit 25 zetels. Hieronder staat de samenstelling van de gemeenteraad sinds 1998:
| Gemeenteraadszetels      | Gemeenteraadszetels | Gemeenteraadszetels | Gemeenteraadszetels | Gemeenteraadszetels | Gemeenteraadszetels | Gemeenteraadszetels | Gemeenteraadszetels |
| Partij                   | 1998                | 2002                | 2006                | 2010                | 2014                | 2018                | 2022                |
| ------------------------ | ------------------- | ------------------- | ------------------- | ------------------- | ------------------- | ------------------- | ------------------- |
| Onafhankelijk Moerdijk   | 7                   | 10                  | 8                   | 9                   | 9                   | 6                   | 8                   |
| VVD                      | 5                   | 3                   | 3                   | 4                   | 4                   | 5                   | 4                   |
| CDA                      | 6                   | 6                   | 5                   | 5                   | 4                   | 4                   | 3                   |
| Moerdijk Lokaal          | -                   | -                   | -                   | -                   | -                   | 4                   | 3                   |
| Burger Belangen Moerdijk | -                   | -                   | -                   | 1                   | 2                   | 1                   | 3                   |
| PvdA                     | 3                   | 3                   | 4                   | 3                   | 2                   | 2                   | 2                   |
| ChristenUnie             | 1                   | 1                   | 1                   | 1                   | 1                   | 1                   | 1                   |
| D66                      | -                   | -                   | -                   | -                   | -                   | 1                   | 1                   |
| SP                       | -                   | -                   | 2                   | 1                   | 2                   | 1                   | -                   |
| GroenLinks               | 3                   | 2                   | 2                   | 1                   | 1                   | -                   | -                   |
| Totaal                   | 25                  | 25                  | 25                  | 25                  | 25                  | 25                  | 25                  |
| Opkomst                  |                     |                     | 55,57%              | 49,05%              | 49,28%              | 50,64%              | 46,82%              |

## Monumenten
In de gemeente zijn er een aantal rijksmonumenten, gemeentelijke monumenten, en oorlogsmonumenten, zie:
- Lijst van rijksmonumenten in Moerdijk
- Lijst van gemeentelijke monumenten in Moerdijk
- Lijst van oorlogsmonumenten in Moerdijk
- Lijst van Stolpersteine in Moerdijk

## Kunst in de openbare ruimte
In de gemeente Moerdijk zijn diverse beelden, sculpturen en objecten geplaatst in de openbare ruimte, zie:
- Lijst van beelden in Moerdijk

## Aangrenzende gemeenten
| Aangrenzende gemeenten  | Aangrenzende gemeenten | Aangrenzende gemeenten | Aangrenzende gemeenten | Aangrenzende gemeenten |
| ----------------------- | ---------------------- | ---------------------- | ---------------------- | ---------------------- |
| Hoeksche Waard (ZH)     |                        | Hoeksche Waard (ZH)    |                        | Dordrecht (ZH)         |
|                         |                        |                        |                        |                        |
| Goeree-Overflakkee (ZH) | Drimmelen              |                        |                        |                        |
|                         |                        |                        |                        |                        |
| Steenbergen             |                        | Halderberge            | Etten-Leur             | Breda                  |

## Verkeer en vervoer

### Spoorweg
De volgende spoorstations bevinden of bevonden zich in deze huidige gemeente:
- Station Lage Zwaluwe
- Station Zevenbergen
- Goederenemplacement Moerdijk-Haven
- voormalig station Moerdijk AR
- voormalig station Moerdijk SS
- voormalig station Langeweg

### Andere
Gelieve in te vullen.